# USS Lyndon B. Johnson
USS Lyndon B. Johnson (DDG-1002) er den tredje og sidste destroyer af Zumwalt-klassen i United States Navy. Hun er navngivet efter den amerikanske præsident Lyndon B. Johnson.
Skibet bliver udstyret med stealth-teknologi, og bliver sammen med søsterskibene Zumwalt og Michael Monsoor verdens største destroyere. Skibet er under bygning på værftet Bath Iron Works i Maine. Skibet forventes leveret til flåden i løbet af 2020, efter veloverståede testsejladser.